# Ван Руссел, Ян
Йоханнес Корнелис Христианюс (Ян) ван Руссел (нидерл. Johannes Cornelis Christianus „Jan“ van Roessel; 7 апреля 1925, Тилбург, Нидерланды — 3 июня 2011, там же) — нидерландский футболист, выступавший за клуб «Виллем II».

## Карьера
Работал на текстильных фабриках Тилбурга. Однако больше его привлекал футбол, в 1940-х годах начал выступать за клуб ТСВ ЛОНГА, с которым в 1944 году завоевал «бронзу» национального первенства. С 1951 года выступал за «Виллем II», с которым дважды становился чемпионом Нидерландов (1952, 1956). За сборную провёл всего шесть матчей в частности из-за действовавших в 1950-х гг. ограничений на оплачиваемые игры за национальную команду. Закончил карьеру игрока в возрасте 33 лет вследствие травмы колена.
Закончив играть, работал после на литейном производстве в Тилбурге. До конца жизни был активным болельщиком «Виллема», постоянно посещая его матчи. Был признан клубом игроком века, на стадионе в его честь назван один из конференц-залов.

## Личная жизнь
Ян женился в возрасте тридцати одного года. Его избранницей стала Луиза Йоханна Мария ван Ларховен. Их брак был зарегистрирован 17 мая 1956 года в Тилбурге. 
В октябре 1957 года в их семье родилась дочь — Мари-Луиза Каролина. Новость об этом событии ван Руссел узнал по телефону перед матчем с ПСВ. В январе 1988 года его дочь умерла от лейкемии в возрасте 30 лет.
Ян ван Руссел умер 3 июня 2011 года в возрасте 86 лет.

## Статистика

### Матчи ван Руссела за сборную Нидерландов
| Матчи ван Руссела за сборную Нидерландов | Матчи ван Руссела за сборную Нидерландов | Матчи ван Руссела за сборную Нидерландов | Матчи ван Руссела за сборную Нидерландов | Матчи ван Руссела за сборную Нидерландов | Матчи ван Руссела за сборную Нидерландов |
| ---------------------------------------- | ---------------------------------------- | ---------------------------------------- | ---------------------------------------- | ---------------------------------------- | ---------------------------------------- |
| №                                        | Дата                                     | Соперник                                 | Счёт                                     | Голы ван Руссела                         | Соревнование                             |
| 1                                        | 16 июня 1949                             | Финляндия                                | 4:1                                      | 2                                        | Товарищеский матч                        |
| 2                                        | 16 июля 1952                             | Бразилия                                 | 1:5                                      | 1                                        | Олимпийские игры 1952                    |
| 3                                        | 21 сентября 1952                         | Дания                                    | 2:3                                      | 1                                        | Товарищеский матч                        |
| 4                                        | 19 октября 1952                          | Бельгия                                  | 1:2                                      | —                                        | Товарищеский матч                        |
| 5                                        | 15 ноября 1952                           | Англия                                   | 2:2                                      | 1                                        | Товарищеский матч                        |
| 6                                        | 19 мая 1955                              | Швейцария                                | 4:1                                      | —                                        | Товарищеский матч                        |

Итого: 6 матчей / 5 голов; 2 победы, 1 ничья, 3 поражения.